# Формикола
Формикола (итал. Formicola) — коммуна в Италии, располагается в регионе Кампания, в провинции Казерта.
Население составляет 1466 человек (2008 г.), плотность населения составляет 86 чел./км². Занимает площадь 17 км². Почтовый индекс — 81040. Телефонный код — 0823.
Покровительницей коммуны почитается святая Христина Тирская, празднование 24 июля.

## Демография
Динамика населения:

## Администрация коммуны
- Официальный сайт: https://web.archive.org/web/20110310125900/http://formicola.asmenet.it/